# 薩拉丁之鷹

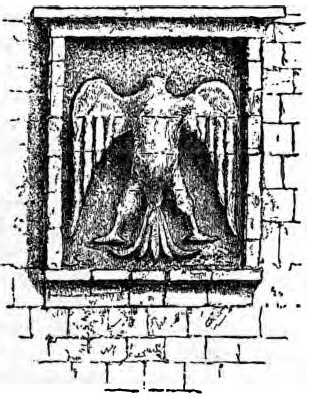
原始的薩拉丁之鷹素描圖案。

薩拉丁之鷹（阿拉伯语：نسر صلاح الدين）或稱阿拉伯之鷹；是一種老鷹形狀的圖像，常使用在阿拉伯世界國家地區的旗幟或徽章上，例如埃及國旗、伊拉克國徽、巴勒斯坦民族權力機構徽章等皆有使用。

### 实例

EGY
PSE
IRQ
JOR
YEM
SYR

- 埃及
- 巴勒斯坦
- 伊拉克
- 约旦
- 葉門
- 叙利亚

## 起源
此圖像與十二世紀蘇丹薩拉丁的關聯；被認為是因為薩拉丁曾在開羅大城堡區一處的西牆上打造了一個老鷹圖飾。但後續推測應該是遠晚於薩拉丁治理埃及的那段時期才出現，雖然實際出現的時間點並不可考。
該老鷹的外觀雖是一隻無頭鷹模樣，不過被猜測初始的造型應是一隻雙頭鷹，必且有可能是在1670年以前從某處搬遷至開羅大城堡區裡。

## 採用
1952年期間的埃及七月革命薩拉丁之鷹圖像便有在事件裡被採用，並且曾作為之後1958年埃及與敘利亞所聯合組成的阿拉伯聯合共和國國徽象徵。在阿拉伯聯合共和國終止結束後，埃及仍持續採用薩拉丁之鷹圖像作為國徽造型。
另在阿拉伯復興社會黨－伊拉克地區於1963年的齋月革命之後，薩拉丁之鷹被引用作為伊拉克的新國徽。其它像格達費於1972年所提倡的阿拉伯聯邦共和國裡，將原本以古萊什之鷹造型設計的國徽於1984年改成薩拉丁之鷹。
在2011年爆發為了不滿穆巴拉克政府的埃及革命時，之後一名叫做Mehrez的人士繪製了薩拉丁之鷹上下顛倒的圖案作為穆巴拉克政權垮台的象徵，因埃及國旗上的薩拉丁之鷹圖像是穆巴拉克執政期間裡的1984年才出現；而被視為和穆巴拉克政權有所關聯。

## 现存国徽列表
- 伊拉克国徽
- 埃及国徽
- 巴勒斯坦国徽
- 也門國徽
- 索馬里蘭國徽
- 约旦国徽
- 叙利亚国徽（事实上）
- 库尔德斯坦徽章

## 国徽其他样式列表
- 阿拉伯埃及共和国
埃及国旗上使用的版本
- 阿拉伯埃及共和国
官方使用的版本
- 索马里兰共和国
非正式版本
- 巴勒斯坦民族权力机构
- 巴勒斯坦自治政府
- 巴勒斯坦国
非正式版本
- 阿拉伯联合酋长国
非正式版本
- 阿拉伯联合酋长国
非正式版本
- 阿拉伯联合酋长国
非正式版本
- 也門共和國

## 历史及其他国徽列表
- 埃及共和国
1953年–1958年
- 阿拉伯联合共和国
1953年–1958年
- 阿拉伯埃及共和国
1958年–1972年
- 阿拉伯联合酋长国
1973年–2008年
- 伊拉克共和国
1965年–1991年
- 伊拉克共和国
1991年–2004年
- 伊拉克共和国
2004年–2008年
- 阿拉伯利比亚共和国
1969年–1972年
- 阿拉伯也门共和国
1962年–1966年
- 阿拉伯也门共和国
1966年–1974年
- 阿拉伯也门共和国
1974年–1990年
- 南也門人民共和國
1967年–1970年
- 也门民主人民共和国
1970年–1990年
- 里夫共和国 
1921年－1926年
- 伊拉克复兴党政权伊拉克革命指挥委员会 
1968年－2003年

## 其他徽章列表
- 埃及总统徽
- 索马里兰总统徽
- 索马里兰银行行徽
- 南方过渡委员会会徽
- 伊拉克特种作战部队队徽
- 伊拉克库尔德斯坦总统徽
- 内政部
- 也门共和国武装部队
- 也门共和国武装部队
- 也门海军

## 带有萨拉丁之鹰的旗帜列表
- 埃及共和国
1952年－1958年
- 埃及国旗
- 阿拉伯埃及共和国军旗
- 阿拉伯埃及共和国軍艦旗，比例: 2:3
- 阿拉伯埃及共和国总统旗
- 阿拉伯埃及共和国国旗（竖式版本）
- 阿拉伯埃及共和国国旗（非正式旗帜）
- 阿拉伯埃及共和国总统旗
非正式版本
- 阿拉伯埃及共和国军旗
非正式版本
- 阿拉伯共和国总统海上用旗
1958年–1972年
- 也门共和国陆军军旗
- 也门共和国海军军旗
- 也门共和国军旗
- 也门总统旗
- 阿拉伯联合共和国总统旗帜
1958年-1961年
- 也门民主人民共和国总统旗
1967年-1991年
- 巴勒斯坦国政府旗
- 阿联酋总统旗
- 阿联酋总统旗，1973年-2008年
- 伊拉克库尔德斯坦总统旗